# One Woman Army
One Woman Army is een nummer van de Amerikaanse zangeres Porcelain Black uit 2014. Het nummer zou verschijnen op haar album Mannequin Factory, maar dit album werd nooit uitgegeven.
Het nummer is te herkennen aan de "oh la la"-oorwurm in het refrein. Muziekcritici waren overwegend positief en vergeleken het nummer met het werk van Nicki Minaj, Lady Gaga en Natalia Kills. "One Woman Army" flopte in Amerika, maar werd wel een bescheiden hit in Frankrijk, Wallonië en Spanje.

## Tracklijst
- Cd-single

1. "One Woman Army" (Main Mix) - 3:38
2. "One Woman Army" (Alvita Remix) - 4:04
3. "One Woman Army" (Rush Remix) - 3:56
4. "One Woman Army" (DeParis Remix) - 4:30